# Мечеть Кетшава

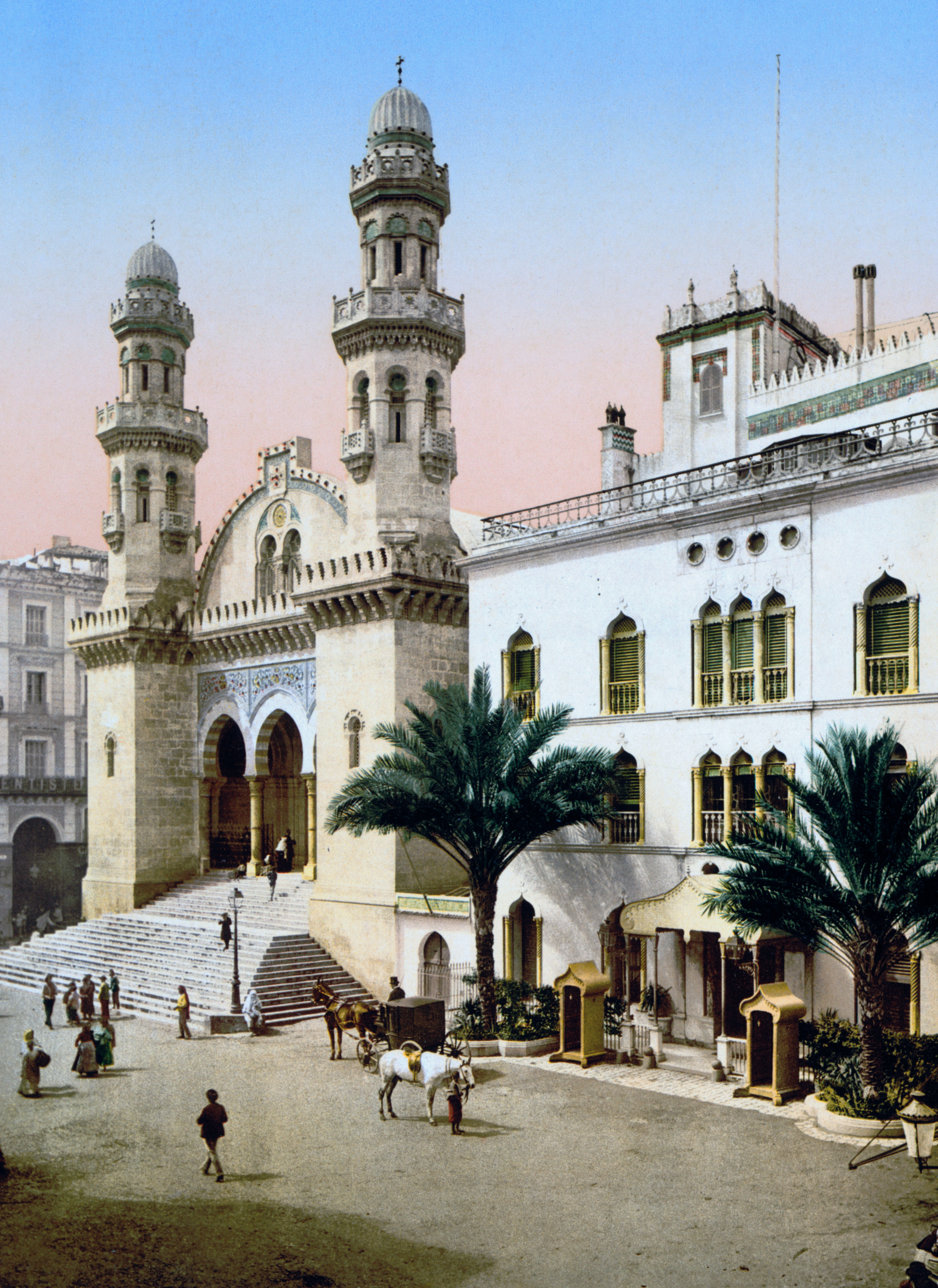

Мечеть Кетшава (араб. جامع كتشاوة, фр. Djamaa Ketchaoua) — мечеть у столиці Алжиру — у місті Алжир.

## Історія
Заснована, за офіційними даними, в 1612 році османським бейлербеєм Хасан-пашою. Однак, за твердженням арабських істориків, кааба стояла тут ще в XIV столітті, що не виключає більш давній вік Кетшави. Розташована вона і старій частині столиці — Касбі. Архітектори при будівництві мечеті використовували візантійський і мавританський стилі, що відповідає архітектурі інших будівель у колишній фортеці, що знаходиться поруч.
У 1845 з приходом в Алжир французів мусульманська культова будівля стає Собором святого Філіпа. Колонізатори починають використовувати його як католицьку церкву. І тільки в 1962 році мечеть Кетшава знову стає каабою, що призначена для тих, хто сповідує іслам.
Особливістю культової будівлі є 23 сходинки, які ведуть до головного входу Кааби. Склепінчастий портик з колонами з білого мармуру XVII століття підтримує аттик, що прикрашений біло-блакитними кахлями зі східним малюнком. Ліворуч і праворуч від головного входу височіють квадратні мінарети, які разом з трикутним фронтоном декоровані різьбленим карнизом. Прикрашають вежі балкончики і балюстради, вінчають мінарети вирізні куполи.
В інтер'єрі мечеті Кетшава використані традиційні для Сходу пісочно-золоті відтінки. На вікнах встановлені вітражі з хитромудрим золотим малюнком. Галерея, що веде в молитовний зал, має гарний арковий звід, в обробці якого також присутні улюблені кольори мусульман. Великий неф для читання молитов встелений розкішними килимами, у центрі зі стелі висить головна люстра, виконана в турецькому стилі. В одному з приміщень мечеті Кетшава зберігаються мощі жерця Героніма.